# オムベラセタム
オムベラセタム（Omberacetam）またはN-フェニルアセチル-l-プロリルグリシンエチルエステル（N-Phenylacetyl-l-prolylglycine ethyl ester）は、神経ペプチドである環状グリシン一プロリンのプロドラッグであり、向知性薬として用いられる合成ペプチドの一種である。ロシアおよびその近隣諸国では、ヌーペプト（ロシア語: Ноопепт）の商品名で販売されている。
オムベラセタムはピラセタムの類似体だが、2-ピロリドン骨格を持たないため、ラセタムに分類されない。

## 薬理
オムベラセタムは、AMPA型グルタミン酸受容体を正に調節する。
ラットを用いた実験では、オムベラセタムが「抗酸化作用、抗炎症作用、および過剰なカルシウムやグルタミン酸による神経毒性を抑制し、血液レオロジーを改善する作用」によって機能を果たしていることが示唆された。
いくつかの研究から、オムベラセタムの薬理作用が低酸素誘導因子（HIF-1）の活性化作用に由来すると考えられている。

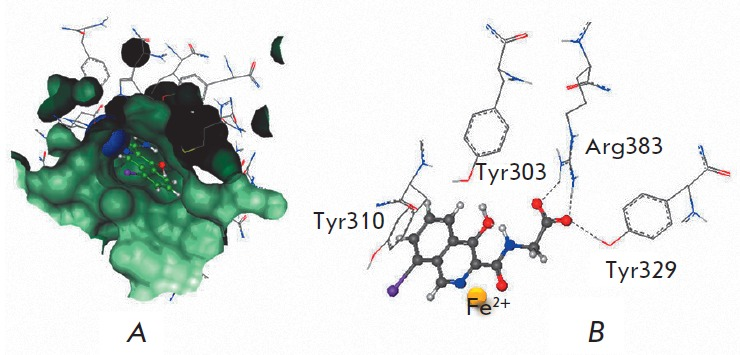
分子ドッキング - オムベラセタムがプロリルヒドロキシラーゼ酵素に結合し、通常の酸素供給条件下で起こるHIF-1の分解を防ぐ様子

オムベラセタムの効果のほとんどは、HIF-1の活性化因子としての作用で説明が可能である。

## 合成
オムベラセタムの合成は1996年に初めて報告された。

## 各国の規制
- ハンガリー: 2020年8月25日付でオムベラセタムの製造、販売、輸入、所持、および使用が禁止された[5]。
- ロシア: ロシアにおけるオムベラセタムは医薬品に該当し、処方箋なしで入手ができる[6]。
- イギリス: 2016年のイギリスの精神作用物質法では、オムベラセタムは中枢神経抑制剤と中枢神経刺激剤の両方に該当せず、製造および輸入は違法ではない[7]。ただし、人体への摂取を目的とした販売は禁止されている。
- アメリカ: アメリカ食品医薬品局（FDA）はオムベラセタムをピラセタムの類似体とみなし、輸入に関する注意喚起を行っている[8]。ラセタム系物質は活性医薬品成分（API）とされ、輸入の前に新薬申請と適切な表示が義務づけられる[9]。また、公的でない物質の医学的・薬学的効果を主張することに対しても、警告を発した[10]。このような措置にもかかわらず、米国ではオムベラセタムが市販のサプリメントとして販売されており、なかには医薬品のレベルを大きく超える用量の製品も確認されている[11]。